# Rocco Cocchia
Rocco Cocchia, O.F.M. Cap. (Cesinali, 30 de abril de 1830 - Chieti, 19 de dezembro de 1900) foi um frei capuchinho, diplomata e prelado italiano da Igreja Católica, arcebispo de Chieti.

## Biografia
Angelo Antonio ingressou na Ordem dos Capuchinhos aos 16 anos, na província religiosa de Salerno, em 13 de maio de 1846, tomando o nome de Frei Rocco de Cesinali, pelo qual ficou conhecido desde então. Estudou filosofia e teologia em Salerno e doutorou-se em teologia na Universidade de Bolonha. Foi ordenado sacerdote em Nápoles em 4 de abril de 1853.
Sua primeira missão foi ensinar filosofia aos alunos capuchinhos de sua província por 8 anos. Nessa época escreveu um tratado sobre a Virgem Maria, que nunca publicou, e outro sobre a Filosofia do Belo segundo Dante Alighieri, publicado em 1861 na Ilha de Malta.
Em 1861, o superior geral dos capuchinhos o chamou a Roma para encarregá-lo de escrever a história das missões da ordem capuchinha. A fim de recolher os documentos necessários para este trabalho, ele viajou para a Grécia, Constantinopla, Ásia Menor, Síria, Palestina, Egito e Tunísia. Depois, pelo norte da Itália, Suíça, Saboia, França, Bélgica, Holanda, Inglaterra, Arábia, Índia, Ceilão (agora Sri Lanka), Himalaia e Berbéria (agora Marrocos, Argélia, Tunísia e Trípoli). Publicou a história das missões da Ordem dos Capuchinhos em três volumes.
Interveio no Concílio Vaticano I, como teólogo do bispo capuchinho Pablo Tossi e representante de Ignazio Persico, O.F.M. Cap., bispo de Savannah (EUA). Em 1870 foi nomeado pelo superior geral dos Capuchinhos como procurador-geral para as missões da Ordem.

## Episcopado
Em 13 de julho de 1874, o Papa Pio IX o nomeou delegado apostólico em Santo Domingo, Haiti e Venezuela e vigário apostólico na arquidiocese de Santo Domingo. Foi consagrado como bispo titular de Oropus em 26 de julho de 1874, em Santa Maria Immacolata all'Esquilino, pelo cardeal Raffaele Monaco La Valletta, secretário de Petições e Memoriais, coadjuvado por Pietro de Villanova Castellacci, vice-gerente de Roma e por Salvatore Nobili Vitelleschi, secretário da Congregação para os Bispos e Regulares.

### Vigário apostólico de Santo Domingo
Para cumprir sua missão, foi para a França, onde embarcou pelo porto de Saint-Nazaire, rumo às Antilhas, em 20 de agosto de 1874. Chegou em Santo Domingo em 19 de setembro de 1874, depois de ter tocado os portos de Fort-de-France e Saint-Thomas.
Como vigário apostólico, foi responsável por governar a arquidiocese de Santo Domingo. A diocese nessa época estava passando por uma situação especial, após a ocupação espanhola e a Guerra dos Seis Anos. Durante seu governo, não foi chamado bispo ou arcebispo de Santo Domingo. Assim, no governo diocesano, restabeleceu o cabido eclesiástico honorário da Catedral de Santo Domingo, além de realizar visitas pastorais a várias paróquias.
Por ocasião do 30º aniversário do pontificado do Papa Pio IX, lhe enviou uma carta de Santiago de los Caballeros, cheia de devoção filial, referindo-se à piedade e religiosidade do povo dominicano. O Papa respondeu, em 14 de junho de 1876, agradecendo ao povo dominicano por seus sentimentos de afeto e enviou ao delegado apostólico uma série de paramentos sagrados que Frei Rocco distribuiu, em nome do Papa, entre as paróquias mais pobres da arquidiocese de Santo Domingo.
Com as obras de restauro da Catedral, em 10 de setembro de 1877, foi encontrada a caixa de chumbo que, ao ser aberta perante as autoridades nacionais e o corpo diplomático credenciado, mostrava os restos mortais de Cristóvão Colombo. Ele publicou duas obras sobre Cristóvão Colombo, em defesa da autenticidade de seus restos mortais encontrados na Catedral de Santo Domingo, uma em Santo Domingo em 1879 e outra em Chieti em 1892.
Ele realizou um sínodo diocesano, ocorrido entre 12 e 18 de maio de 1878, na igreja do convento de Santo Domingo (a catedral estava em reforma). Este sínodo foi elogiado por Pio IX e abençoado pelo novo Papa Leão XIII, que havia ascendido entre a convocação e a celebração do sínodo. Neste sínodo foi consignado em 24 de setembro a solenidade de Nossa Senhora das Mercês, e em sua carta datada de 18 de junho de 1878, Alessandro Franchi, Cardeal Secretário de Estado informou que a Sagrada Congregação dos Ritos declarou feriado para a República Dominicana em 24 de setembro. Em 15 de julho de 1878, foi elevado a dignidade de arcebispo, com a sé titular de Siraces.
Também restabeleceu o seminário, remodelando sua planta física e melhorando o corpo docente.

### Delegado apostólico no Haiti e na Venezuela
Como delegado apostólico, visitou o Haiti duas vezes em 1875, sendo recebido pelo presidente Michel Domingue e pelo arcebispo de Porto Príncipe, Alexis-Jean-Marie Guilloux. Também visitou a Venezuela, em 1876, onde o governo Guzmán Blanco havia expulsado o arcebispo de Caracas, Silvestre Guevara y Lira e o bispo de Mérida, Juan Hilario Bosset Castillo, além de fechar os seminários e os conventos. Pediu para ser ouvido pelo governo de Caracas e conseguiu chegar a um acordo amigável para deter o cisma. O governo expressou seu agradecimento ao Sumo Pontífice e Frei Cocchia decidiu viajar a Roma para discutir a solução final do problema. Recebidos pelo Papa, um mês depois os lugares vagos foram preenchidos pelos párocos apresentados pelo delegado, no consistório de 29 de setembro de 1876. Em 15 de outubro de 1876, embarcou de volta a Caracas e, resolvidos todos os problemas que exigiram sua presença na Venezuela, consagrou os dois bispos na catedral de Caracas, recebendo do presidente da república a Ordem do Libertador Simón Bolívar em grau de cavaleiro.
De volta a Santo Domingo, promoveu junto a Roma a figura do sacerdote dominicano Fernando Arturo de Meriño, a ser nomeado Arcebispo de Santo Domingo e restituir em sua pessoa a hierarquia da Igreja Católica na República Dominicana.

### Arcebispo de Otranto e internúncio apostólico no Brasil
Acometido por uma incômoda doença oftalmológica, Frei Rocco Cocchia teve que retornar à Itália em 1883 e em reconhecimento de seus méritos, pelos serviços prestados à igreja, o Papa Leão XIII o nomeou Arcebispo de Otranto em 9 de agosto e no ano seguinte, em 30 de abril de 1884, foi nomeado internúncio apostólico no Brasil. Para cuidar de sua diocese na Itália, frei Rocco pediu ao Papa que nomeasse seu irmão frei Domenico Cocchia, administrador da arquidiocese de Otranto, enquanto cumpria sua missão diplomática.
Chegou ao país em 25 de junho de 1884 e apresentou suas credenciais ao imperador Pedro II do Brasil. Em 1885 escreveu uma carta aos bispos do Brasil, sobre a exata observância das leis litúrgicas, garantindo a unidade espiritual da Igreja. Com os bispos promoveu a celebração dos sínodos diocesanos. Ao final de sua missão diplomática, retornou à Itália e Leão XIII, no consistório de 27 de maio de 1887, transferiu-o para a Sé arquiepiscopal de Chieti, que tinha a administração conjunta da diocese de Vasto.

### Arcebispo de Chieti e Vasto
Começou seu trabalho pastoral como arcebispo de Chieti em 23 de outubro de 1887. Visitou cidades, vilas e campos, restaurou o seminário, fechado por 27 anos e convertido em quartel, em 1889. Em Bucchianico restaurou a casa paterna de São Camilo de Lellis, convertida em santuário. Realizou um sínodo diocesano de 20 a 24 de julho de 1894 no seminário de Chieti.
Após uma curta doença, faleceu santamente em Chieti, em 19 de dezembro de 1900. Foi sepultado na igreja das Irmãs Clarissas daquela cidade. Em 21 de outubro de 1927, seus restos mortais foram transferidos de Chieti para Cesinali, para a igreja paroquial de San Roque, que ele e seu irmão Frei Domenico haviam restaurado.